# Гости от миналото (филм, 1993)
„Гости от миналото“ (на френски: Les Visiteurs) е френска комедия от 1993 г. на режисьора Жан-Мари Поаре по негов сценарий в съавторство с Кристиан Клавие. Премиерата на филма е на 27 януари 1993 г.
В центъра на сюжета е средновековен рицар и неговия оръженосец, които попадат в съвременността и се сблъскват с напълно непозната за тях техническа и социална действителност. Главните роли се изпълняват от Кристиан Клавие, Жан Рено, Валери Льомерсие, Мари-Ан Шазел.
Филмът има голям търговски успех и през 2001 година е преработен от Поаре със същите изпълнители на двете главни роли, но със сценарий, адаптиран към вкуса на американската публика, отново под името „Гости от миналото“.

## Актьорски състав
| Актьор           | Роля                                     |
| ---------------- | ---------------------------------------- |
| Кристиан Клавие  | Жакуй льо Фрапуй / Жак-Анри Жакар        |
| Жан Рено         | Годфроа дьо Монмирай                     |
| Валери Льомерсие | Френегонд дьо Пуй / Беатрис дьо Монмирай |
| Кристиан Бюжо    | Жан-Пиер Гулард                          |
| Мари-Ан Шазел    | Жинет Клошарката                         |
| Изабел Нанти     | Фабиен Морло                             |
| Ариел Семенов    | Жаклин                                   |
| Дидие Пен        | Луи VI                                   |
| Мишел Пейрелон   | Едуар Берне                              |